# Roquebrunasque

Les langues des Alpes-Maritimes avec Roquebrune en zone mentonasque
vivaro-alpin (mentonasque)
vivaro-alpin ou gavot intermédiaire
vivaro-alpin (alpin)
provençal maritime
niçard
Brigasque (Royasque)
Tendasque (Brigasque-Royasque)
† Figoun (remplacé par le provençal)

Le roquebrunasque (rocabrunasc en graphie classique, roucabrunasc en graphie mistralienne) est le parler mentonasque de Roquebrune-Cap-Martin, dans les Alpes-Maritimes.

## Présentation
La population prélatine est ligure, population installée sur la côté méditerranéenne jusqu’à l’actuelle Catalogne.[réf. nécessaire]
On retrouve les principales particularités du vivaro-alpin : 
- la chute de T et D entre les voyelles, FETA (la brebis en latin) > la fea (contre feda en occitan provençal),
- la première personne des conjugaisons en [u] manjo (je mange contre mangi en occitan niçois ou mange en provençal).

Cependant, les traits occitans distinctifs sont omniprésents : 
- évolution du latin P en B : CAPRA (chèvre) > cabra (cabra en provençal et en niçois ou chabro en auvergnat contre crava en ligurien), conjugaisons, dérivations au pluriel

Le roquebrunasque possède plus de traits archaïsants que le mentonasque voisin : 
- conservation de la prononciation des -l finaux conservés : sal, mal, coutel, capel
- distinction des articles au féminin pluriel "(r)ai, (r)as" (article pluriel épicène en mentonasque)

Le roquebrunasque a la spécificité de faire partie des parlers gris, zone de transition entre occitan alpin oriental et ligure.[réf. nécessaire]
L'histoire linguistique de Roquebrune est assez semblable à celle du Comté de Nice voisin. Le fait que la république de Gênes, autant dire la Ligurie actuelle, ne fut que tardivement (1815) annexée par la maison de Savoie alors que le Comté de Nice le fut en 1388, n'a aucune conséquence sur les langues parlées dans ces territoires. Il faut différencier l'histoire politique des territoires avec leur histoire linguistique qui ne sont pas toujours concordantes. Dès le XVIe siècle en effet, la maison de Savoie impose l'italien (toscan) comme langue écrite et notariale unique dans le comté de Nice. L'abbé Grégoire dans son enquête de terrain sur les patois parlés en France pendant la Révolution française considère (à tort) que les habitants du Comté de Nice et de l'ancienne principauté de Monaco parlent italien alors qu'ils parlent en fait soit le nissart, soit l'alpin (maritime), soit des variantes ligures (es.: Mounégascou).
La noblesse et la bourgeoise parlaient toutefois toscan (Italien) et souvent le français - ou plutôt le lisaient et le comprenaient - on estime alors le nombre de locuteurs actifs d'italien (en incluant ceux qui se limitaient à une connaissance relativement passive) à moins de 15 000 Niçois dans tout le Comté).
En 1860, après l'Annexion du comté de Nice à la France et jusqu'à nos jours, de nombreux Italiens sont venus travailler et s'installer sur la Côte d'Azur et pouvaient tout naturellement venir de la Ligurie voisine — et donc parler de ce fait un dialecte ligure.